# Cimetière des Rois
Le cimetière des Rois, ou cimetière de Plainpalais, est un cimetière de la ville de Genève où sont enterrés, sur 28 000 m2, certains magistrats genevois ainsi que des personnalités ayant contribué à la renommée de la ville.

## Histoire
C'est en 1469 qu'est construit l'hôpital des pestiférés de la ville de Genève pour lutter contre les épidémies successives de peste noire dans ce qui est alors un quartier de banlieue maraîchère. Le cimetière attenant, quant à lui, est créé en 1482 pour y accueillir les victimes de la maladie.
Le cimetière tire son nom de « cimetière des Rois » de la rue dans laquelle il se trouve. Celle-ci est nommée ainsi par référence au « roi » des arquebusiers de la ville, dont le terrain d'entraînement se trouvait dans le quartier ; ce titre de « roi » a été décerné entre 1509 et 1847 au concurrent ayant réussi le meilleur tir lors du concours annuel.
La ville de Genève entre en possession du cimetière protestant de Plainpalais en 1869. Il est alors géré par l'Hôpital général de Genève. Jusqu'en 1876, seuls les protestants y sont inhumés. Dès 1883, le cimetière est fermé pour les inhumations ordinaires et réservé aux personnes ayant acquis une concession. Le prix de la concession y étant plus élevé que dans les autres cimetières, le nombre d'inhumations diminue et la coutume d'ensevelir à cet endroit les conseillers d'État, les conseillers administratifs ou d'autres personnalités s'installe peu à peu. Autour de 1945, des aménagements sont effectués et le lieu peut désormais être apparenté à un parc.

## Végétation
Au XXIe siècle, faute d’inhumations récentes, les arbres occupent le site. Selon Roger Beer, dendrologue et président de la Société suisse de dendrologie, qui anime parfois des visites, ils sont dignes d'un jardin botanique. Au premier plan à l'entrée par la rue des Rois, un grand chêne vert, par son feuillage persistant est symbole de vie éternelle. Un hêtre pleureur, penché sur la tombe d'Alfred Vincent lui fait face. Un arbre aux mouchoirs évoque aussi le chagrin. Le cèdre dont les racines déstabilisent une croix de pierre, célèbre la victoire de la vie, comme le sophora qui affole les abeilles lors de sa floraison. Des arbres ont été plantés pour leur utilité dans une industrie locale, comme l'arbre à crayons (Calocedrus) par Caran d'Ache. Le sapin d'Espagne a été apporté par le botaniste genevois Edmond Boissier en souvenir de sa femme décédée lors d'un voyage. La coutume de planter un arbre à côté de la tombe d'un proche n'est plus autorisée. Il en subsiste 60 à 80 espèces différentes, qui mieux que des chrysanthèmes apportent leur ombrage, le souvenir et favorisent la sérénité.

## Personnalités
Le droit de reposer au cimetière des Rois est strictement limité. En effet, selon l'article 30, alinéa 3,
du règlement des cimetières de la Ville de Genève, seuls des « magistrats et les personnalités marquantes, ayant contribué, par leur vie et leur activité, au rayonnement de Genève » peuvent prétendre à une concession dont la demande doit être faite au Conseil administratif.
Plus de 300 tombes sont situées dans le cimetière. Parmi les personnalités enterrées, on compte entre autres :
- Jacques Aeschlimann, écrivain genevois
- Willy Aeschlimann, écrivain genevois
- Carl Angst, sculpteur genevois[8]
- Ernest Ansermet, chef d'orchestre suisse[9]
- Samuel Baud-Bovy, musicien genevois[10]
- Jorge Luis Borges, écrivain argentin[11]
- Maurice Braillard, architecte suisse[12]
- Alexandre Calame, artiste peintre suisse[13]
- Jean Calvin, réformateur français, fondateur du calvinisme[2]
- Augustin Pyrame de Candolle, botaniste genevois[14]
- Antoine Carteret, président du Conseil d'État de Genève[15]
- André Chavanne, conseiller d'État genevois[16]
- Louis Courthion, écrivain et journaliste suisse[17]
- Humphry Davy, scientifique britannique
- François Diday, artiste peintre genevois
- Willy Donzé, conseiller d'État genevois
- Sophie Dostoïevskaïa, fille de l'écrivain russe Fiodor Dostoïevski et d'Anna Dostoïevskaïa[18]
- Guillaume-Henri Dufour, général suisse[19]
- Édouard Elzingre, illustrateur suisse[20]
- Jean-Gabriel Eynard, banquier et photographe genevois, philhellène[21]
- Anna Eynard-Lullin, philanthrope genevoise[22]
- Henri Fazy, conseiller d'État genevois
- James Fazy, homme politique, fondateur du Parti radical genevois
- Georges Favon, conseiller d'État genevois et président du Conseil national suisse[23]
- Guglielmo Ferrero, historien et écrivain italien
- Jean Franel, architecte suisse[24]
- Bernard Gagnebin, doyen de la Faculté des Lettres de l'Université de Genève, éditeur des œuvres de Jean-Jacques Rousseau
- Alberto Ginastera, compositeur argentin[25]
- Claude Goretta, cinéaste suisse
- Stéphanie Guerzoni, artiste peintre suisse et italienne[26]
- Jeanne Hersch, philosophe suisse[27]
- Adrien Holy, peintre suisse
- Émile Jaques-Dalcroze, pédagogue suisse[28]
- Eglantyne Jebb, philanthrope britannique[29]
- Wilfred Jenks, haut fonctionnaire anglais, directeur général de l'Organisation internationale du travail de 1970 à 1973
- Marcelle de Kenzac, pianiste, comédienne et éditrice suisse
- Rodolphe Kreutzer, violoniste français[30]
- Adrien Lachenal, président de la Confédération suisse[31]
- François Lachenal, diplomate suisse et éditeur
- Paul Lachenal, homme politique radical genevois, président du Grand Conseil
- Noemi Lapzeson, danseuse, chorégraphe et pédagogue.
- Frank Martin, compositeur suisse[32]
- Barthélemy Menn, artiste peintre genevois[33]
- Gustave Moynier, juriste suisse, président du Comité international de la Croix-Rouge[34]
- Robert Musil, écrivain autrichien[35]
- Léon Nicole,  président du Conseil d'État de Genève[28]
- Paul Fabien Perret-Gentil, éditeur genevois[36]
- Jean Piaget, psychologue neuchâtelois[37]
- Charles Pictet de Rochemont, diplomate genevois[38]
- Ludwig Quidde, historien et homme politique allemand, prix Nobel de la paix en 1927[39]
- Grisélidis Réal, écrivaine, artiste peintre et prostituée suisse[40]
- Alice Rivaz, écrivaine vaudoise
- Denis de Rougemont, écrivain et philosophe suisse[41]
- Jean Rousset, critique littéraire genevois
- Jeanne de Salzmann, danseuse, élève et continuatrice de Gurdjieff[42]
- Horace-Bénédict de Saussure, naturaliste genevois[43]
- François Simon, acteur suisse[44]
- Michel Soutter, cinéaste genevois[45]
- Squibbs, journaliste genevois[46]
- Ernst Stueckelberg, physicien, professeur à l'Université de Genève, reçut la médaille Max-Planck en 1976
- Rodolphe Töpffer, écrivain genevois, inventeur de la bande dessinée[47]
- Théodore Turrettini, ingénieur et homme politique genevois
- Paul Vidart, médecin français[48]
- Sérgio Vieira de Mello, diplomate brésilien, Haut-Commissaire des Nations unies aux Droits de l'Homme[1]
- Alfred Vincent, médecin, conseiller d'État genevois[49]
- Lydia Welti-Escher, une des plus riches femmes suisses du XIXe siècle, donatrice de la Fondation Gottfried Keller
- Jacques Louis Willemin, maire de Plainpalais, député au Grand Conseil, conseiller national.
- Hans Wilsdorf, horloger et entrepreneur allemand.

## Galerie

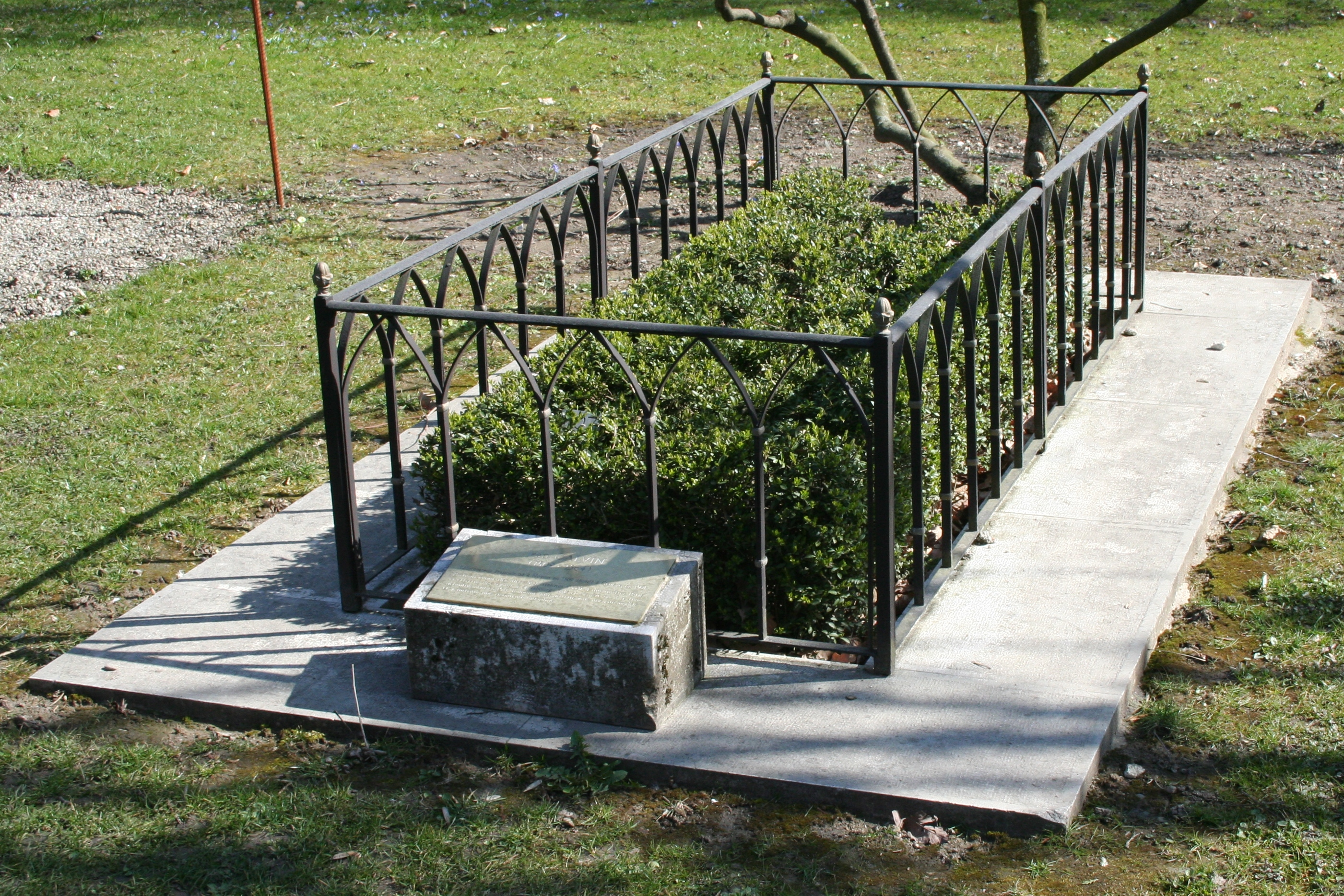
La tombe traditionnellement indiquée comme celle de Jean Calvin ; l'emplacement exact est inconnu.
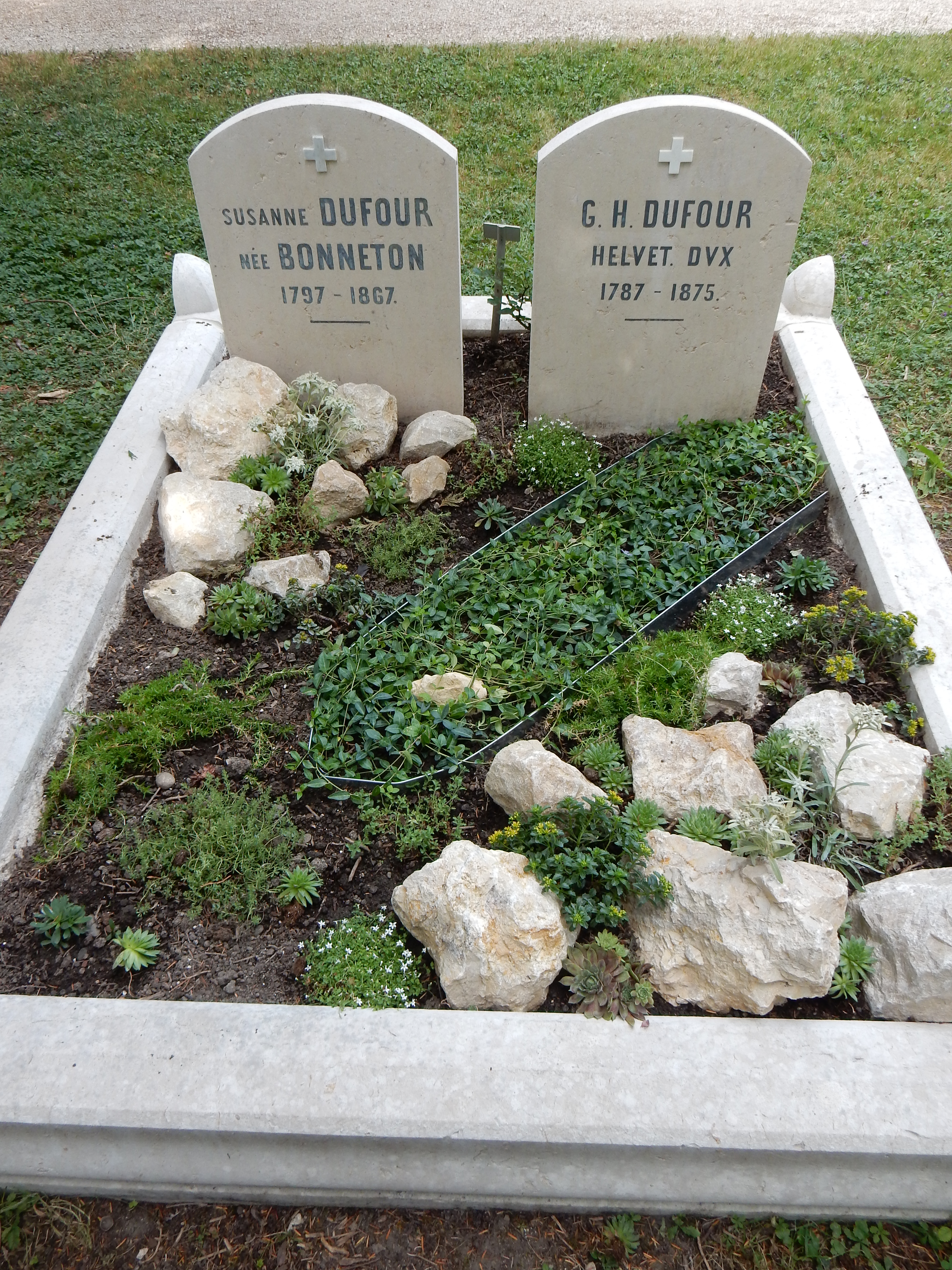
Guillaume Henri Dufour et sa femme Susanne Dufour.
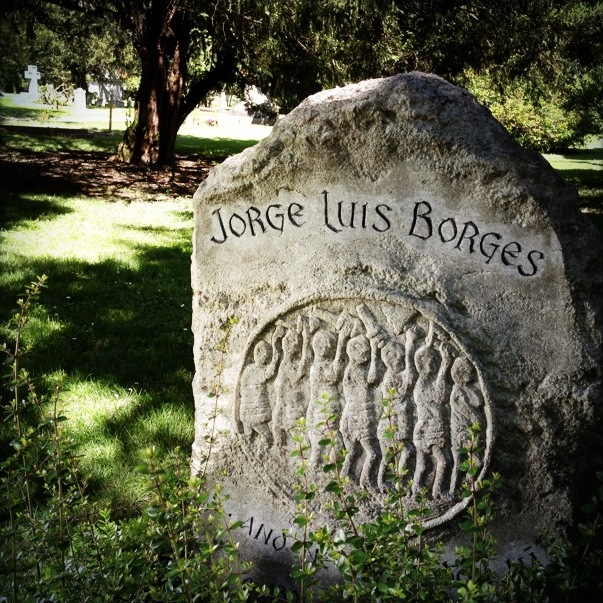
Jorge Luis Borges.
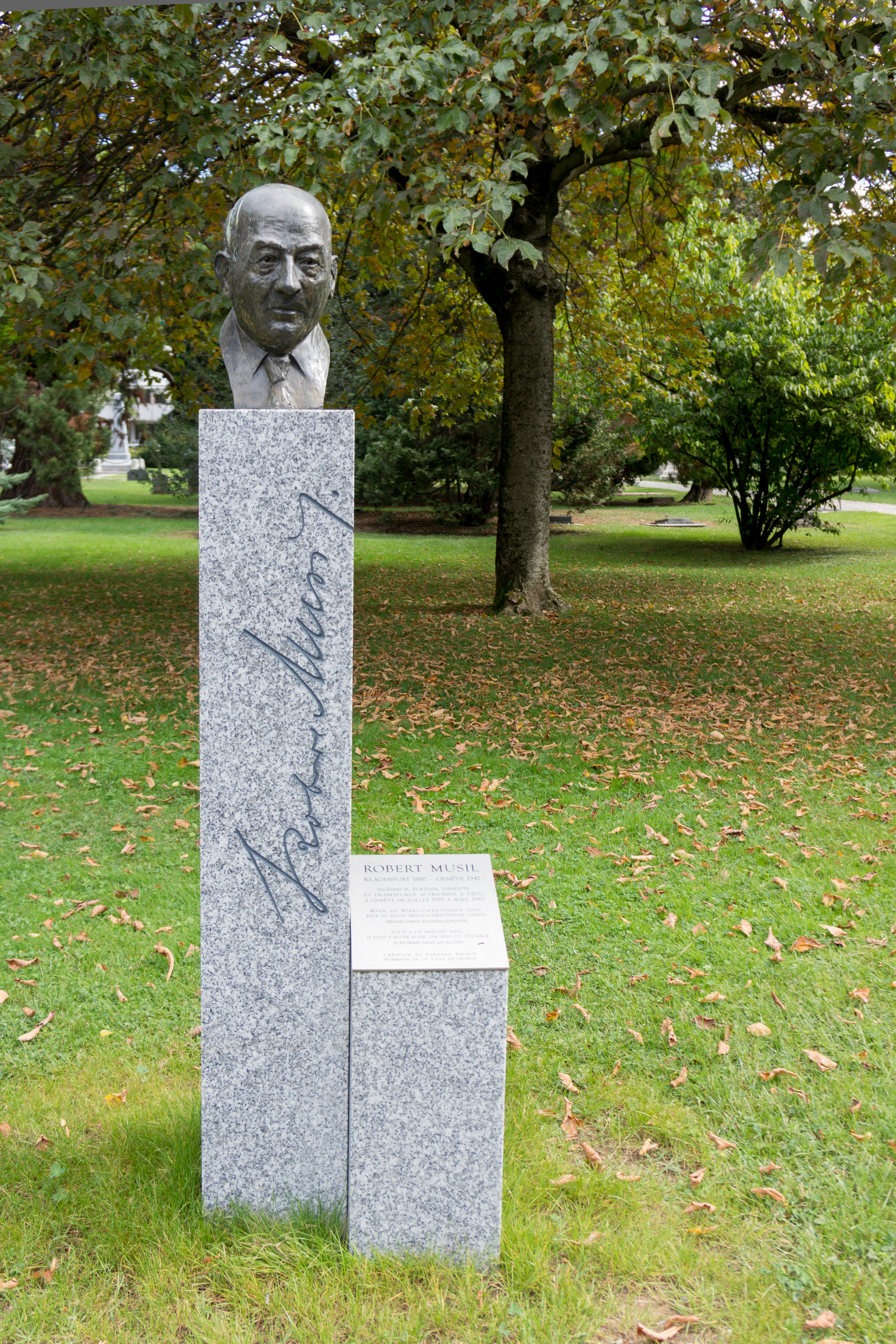
Robert Musil.
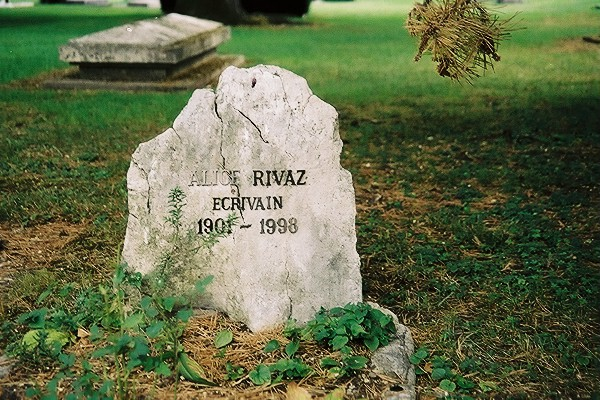
Alice Rivaz.
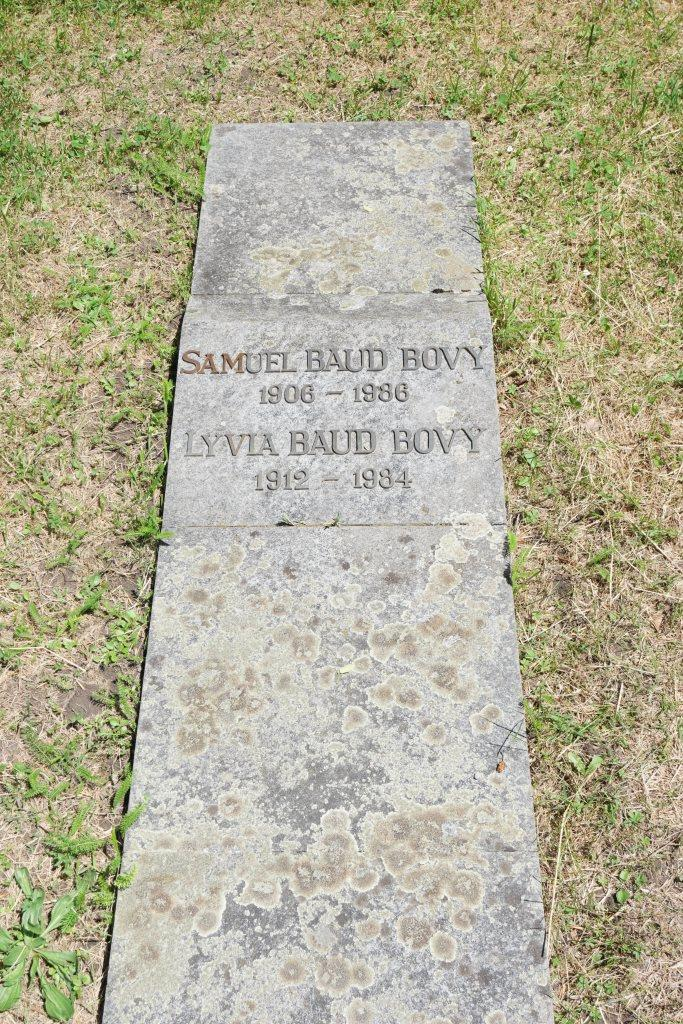
Samuel Baud-Bovy.
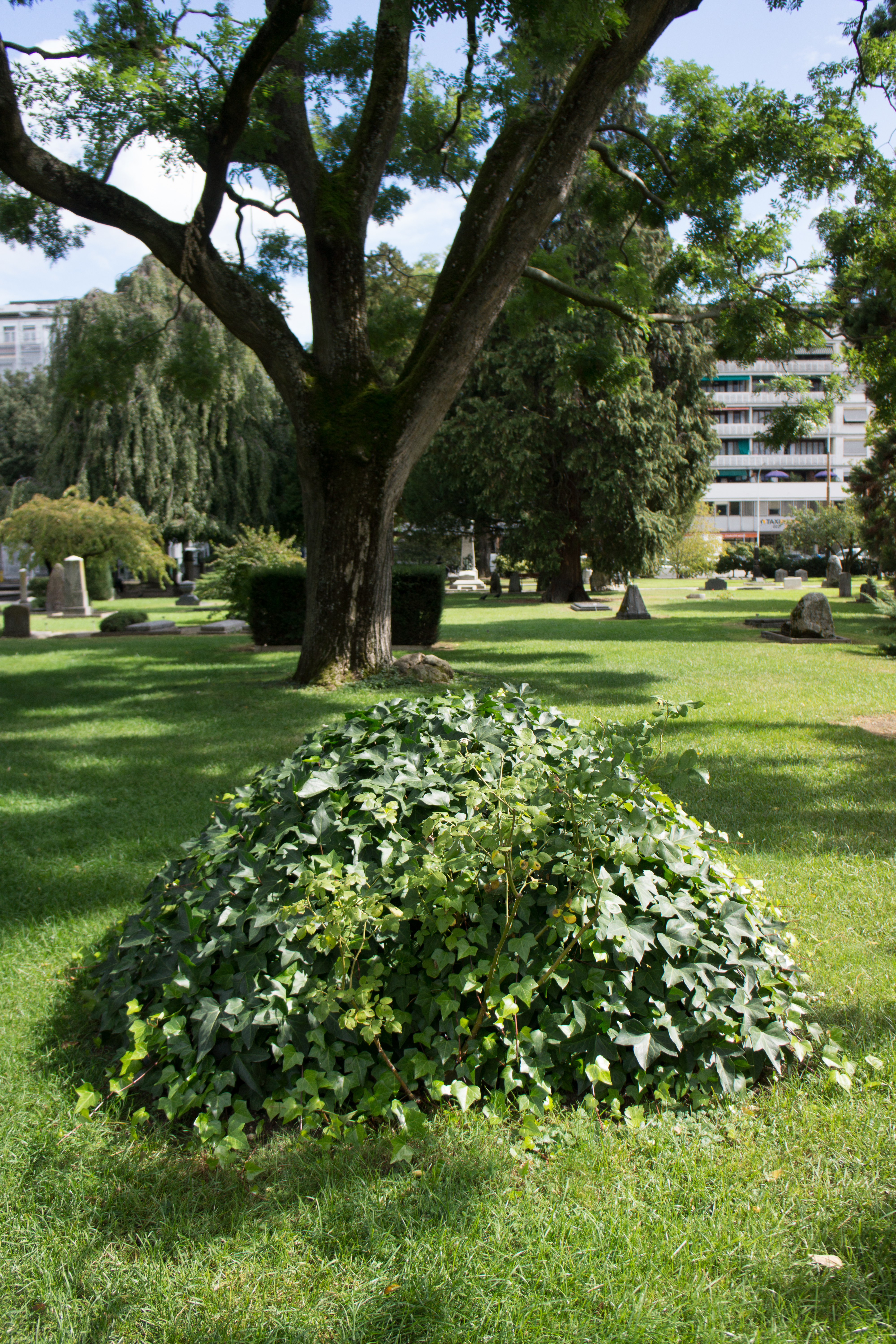
Denis de Rougemont.
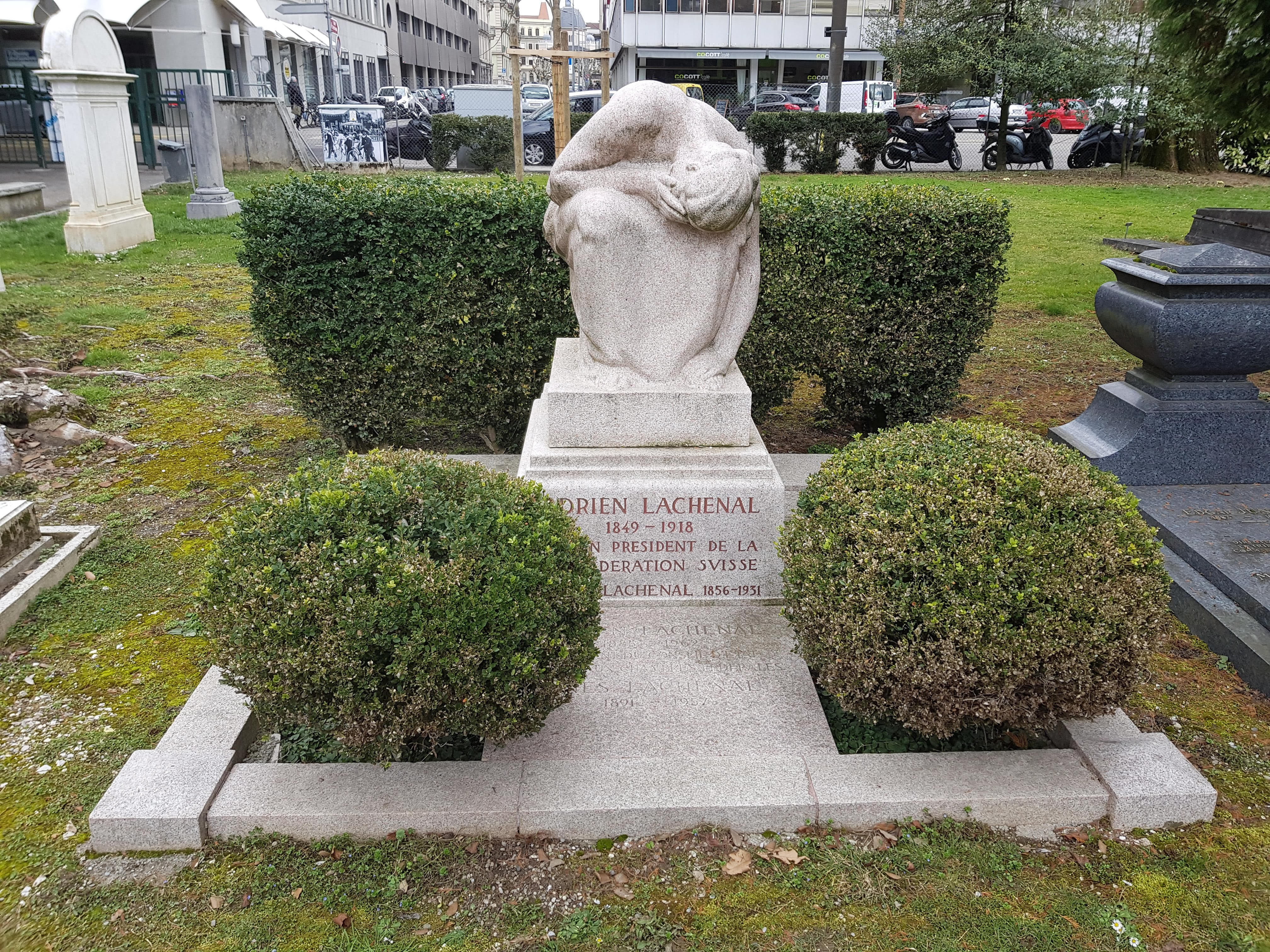
Adrien Lachenal, sculpture de Carl Angst.

## ExpositionsOPEN END
Du 16 septembre au 30 novembre 2016, à l'occasion des 150 ans du Service des pompes funèbres, le cimetière accueille une exposition d'art moderne, avec des sculptures des artistes Vincent Du Bois, l’initiateur du projet, Sibylle Pasche, Fabrice Gygi et Christian Gonzenbach, et d'autres œuvres de Jérôme Leuba (Battlefield #116, Mass Memorial), Xavier Sprüngli (Respirations, œuvre sonore), Sylvie Fleury (Eternity Now), Sophie Calle (Le Tombeau des secrets), Émilie Ding (Contreventement), Alexandre Joly (The Ship), Robert Nortik (House of Love), Claudio Colucci (Temps d'interrogations), Didier Faustino (This is not a love song), Katja Schenker (Nougat), Vidya Gastaldon (Brothers Eyes) et Gianni Motti (Je vous avais dit que je n'allais pas très bien). C'est un projet de l’association DART en collaboration avec Simon Lamunière,,,. L'exposition comprend 16 œuvres contemporaines, créées pour l’occasion ou prêtées par le Fonds municipal d'art contemporain de Genève, exposées pour une durée variable. Elles « invitent à la rêverie, à la réflexion sur notre rapport à l’au-delà, mais également à la vie ». La concession de la pseudo-tombe créée par Sophie Calle est allouée pour 20 ans. L'objectif de Vincent Du Bois est de « réactiver le regard sur les objets du deuil, l’art dit funéraire, notre rapport à la mort et à ses rites ».

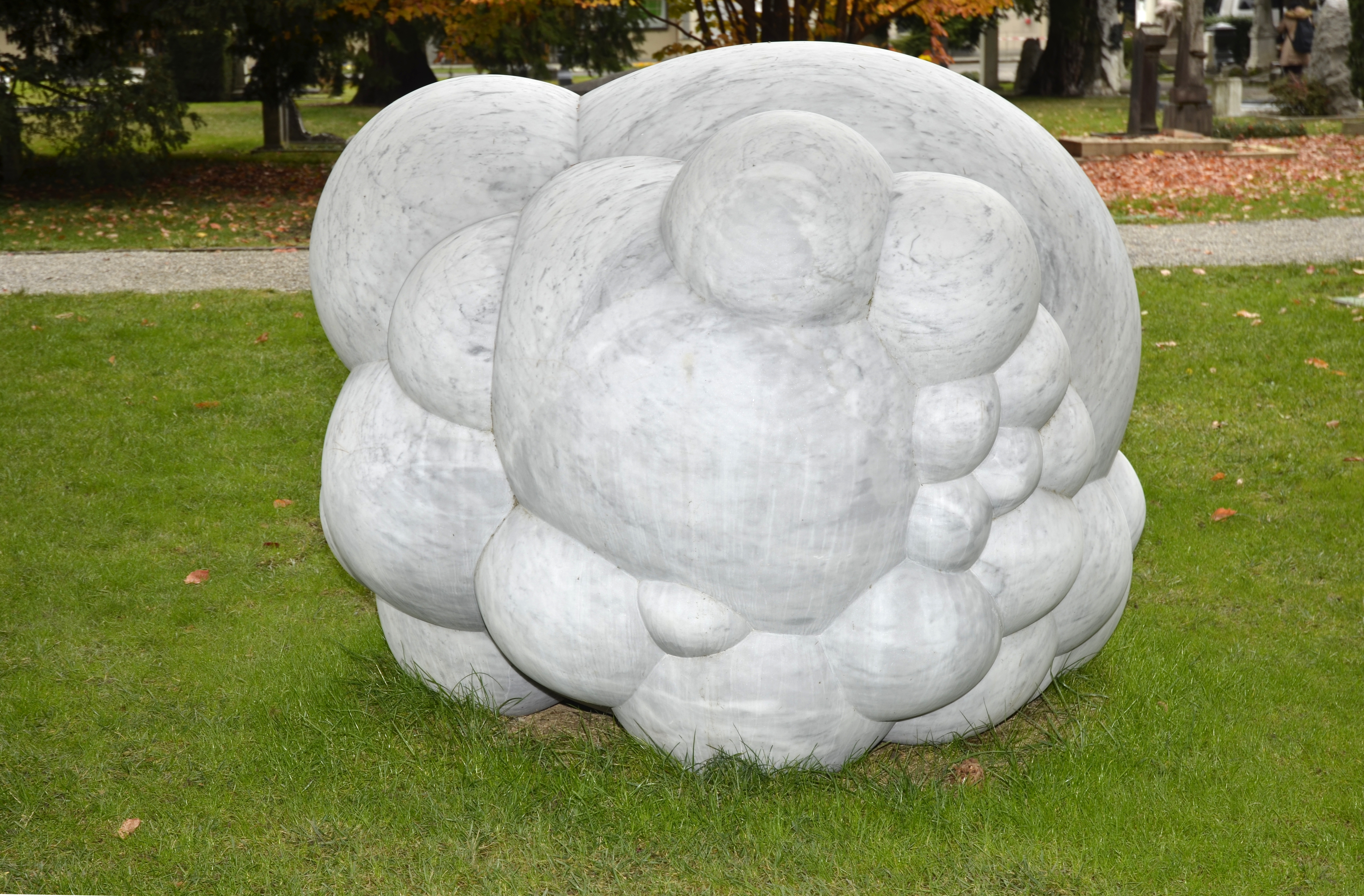
Nascita, sculpture de Sibylle Pasche
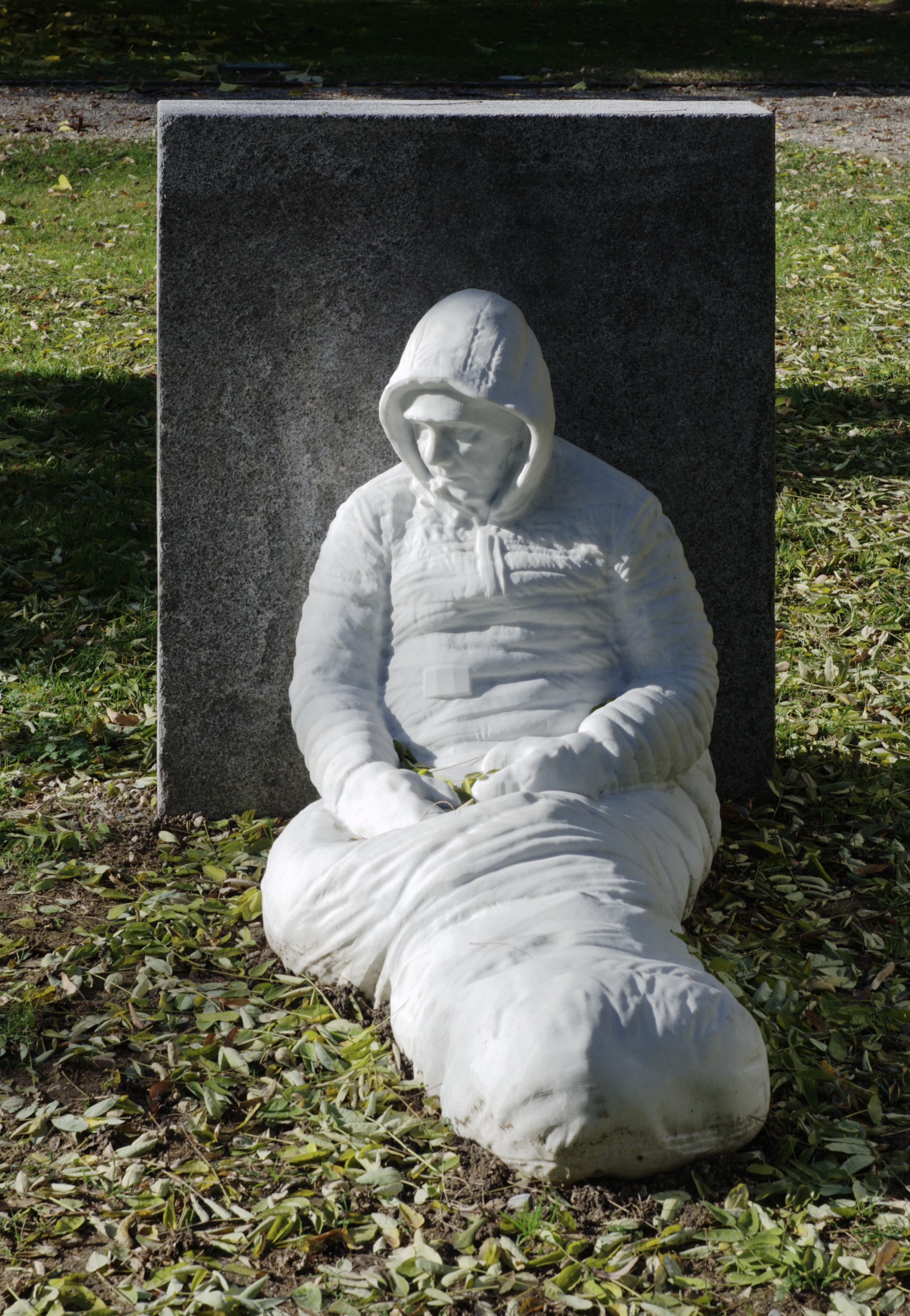
Sans-titre, autoportrait de Fabrice Gygi
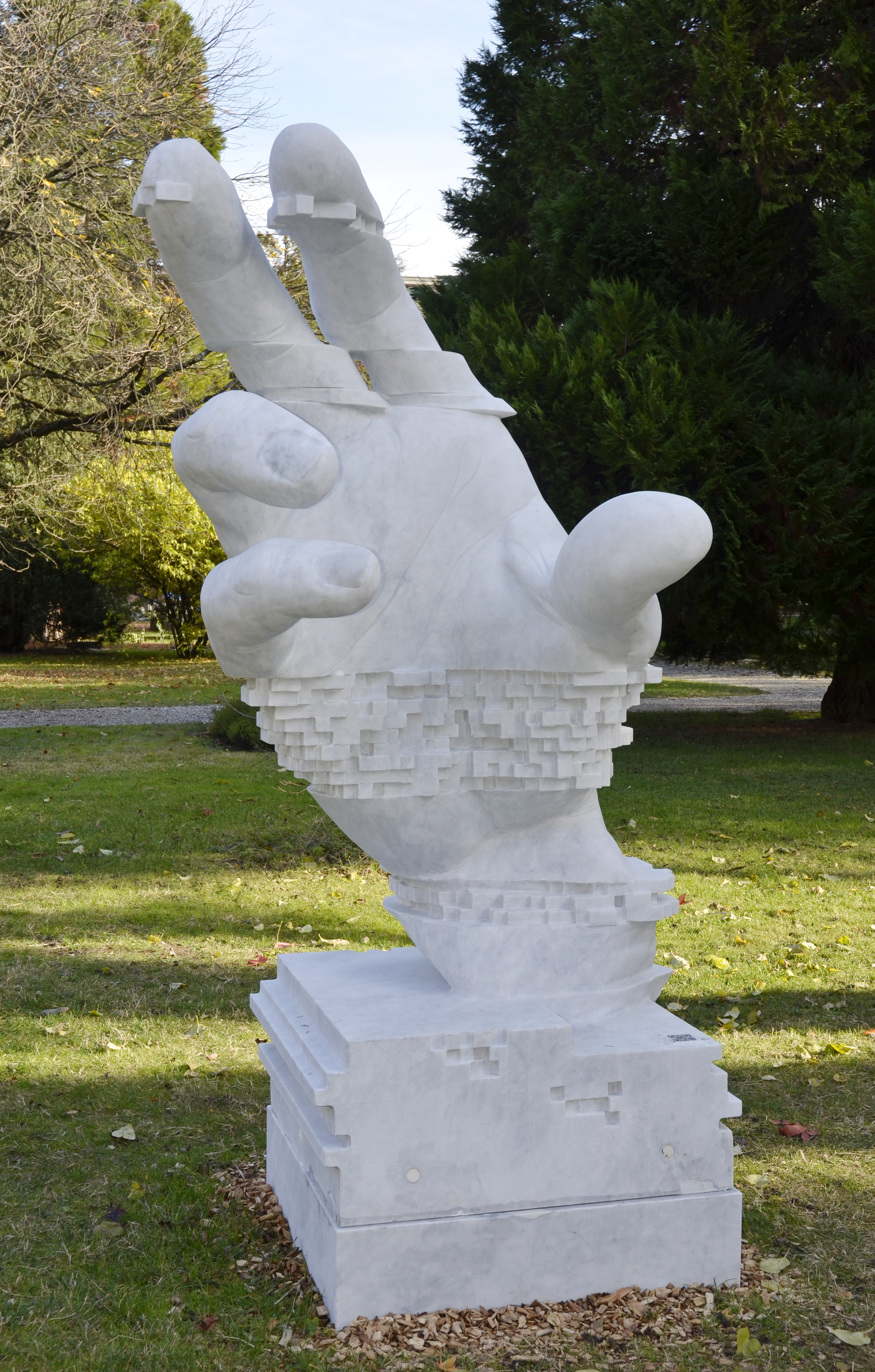
Bruits, sculpture de Vincent Du Bois
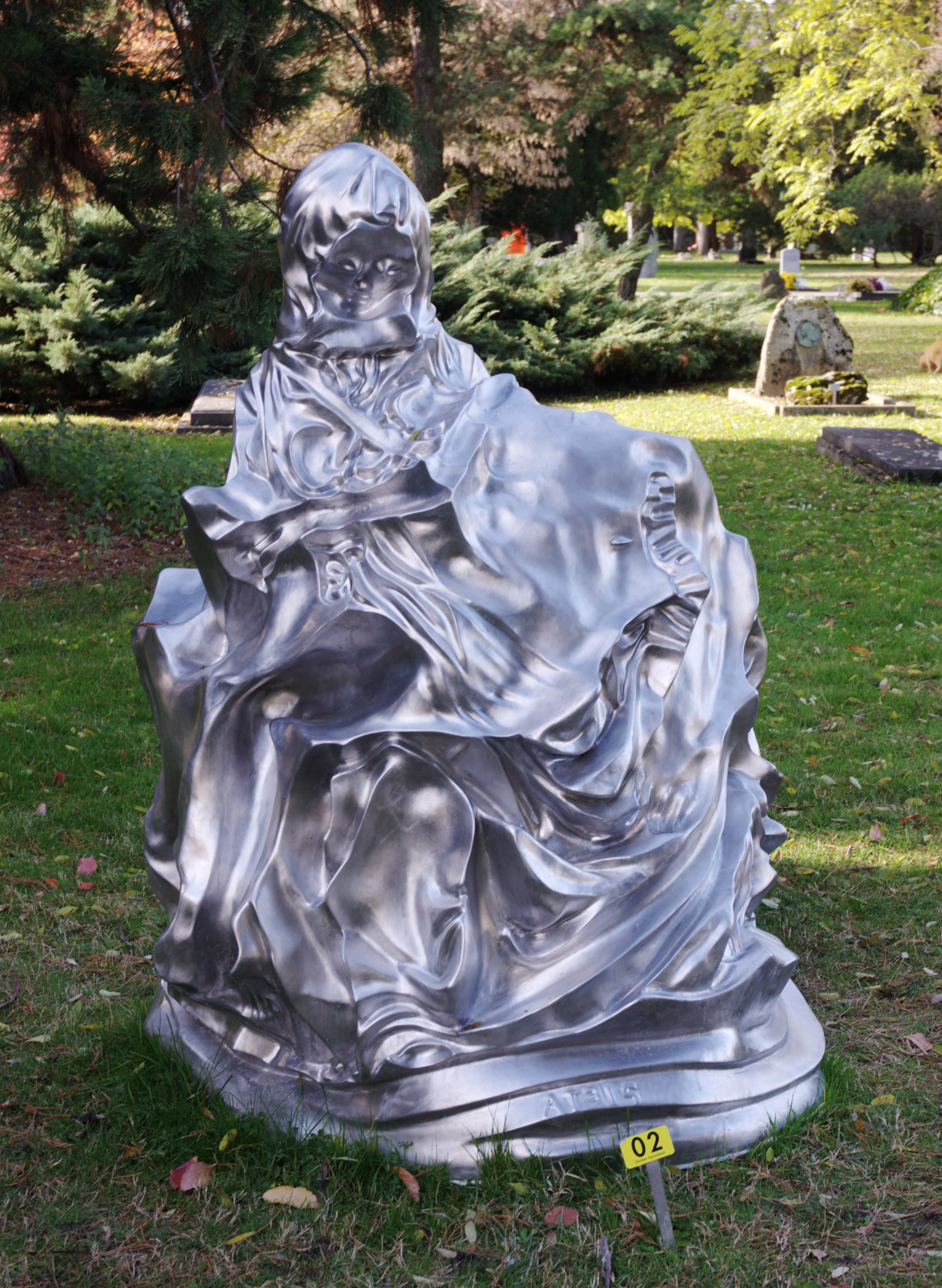
La Pieta, sculpture de Christian Gonzenbach
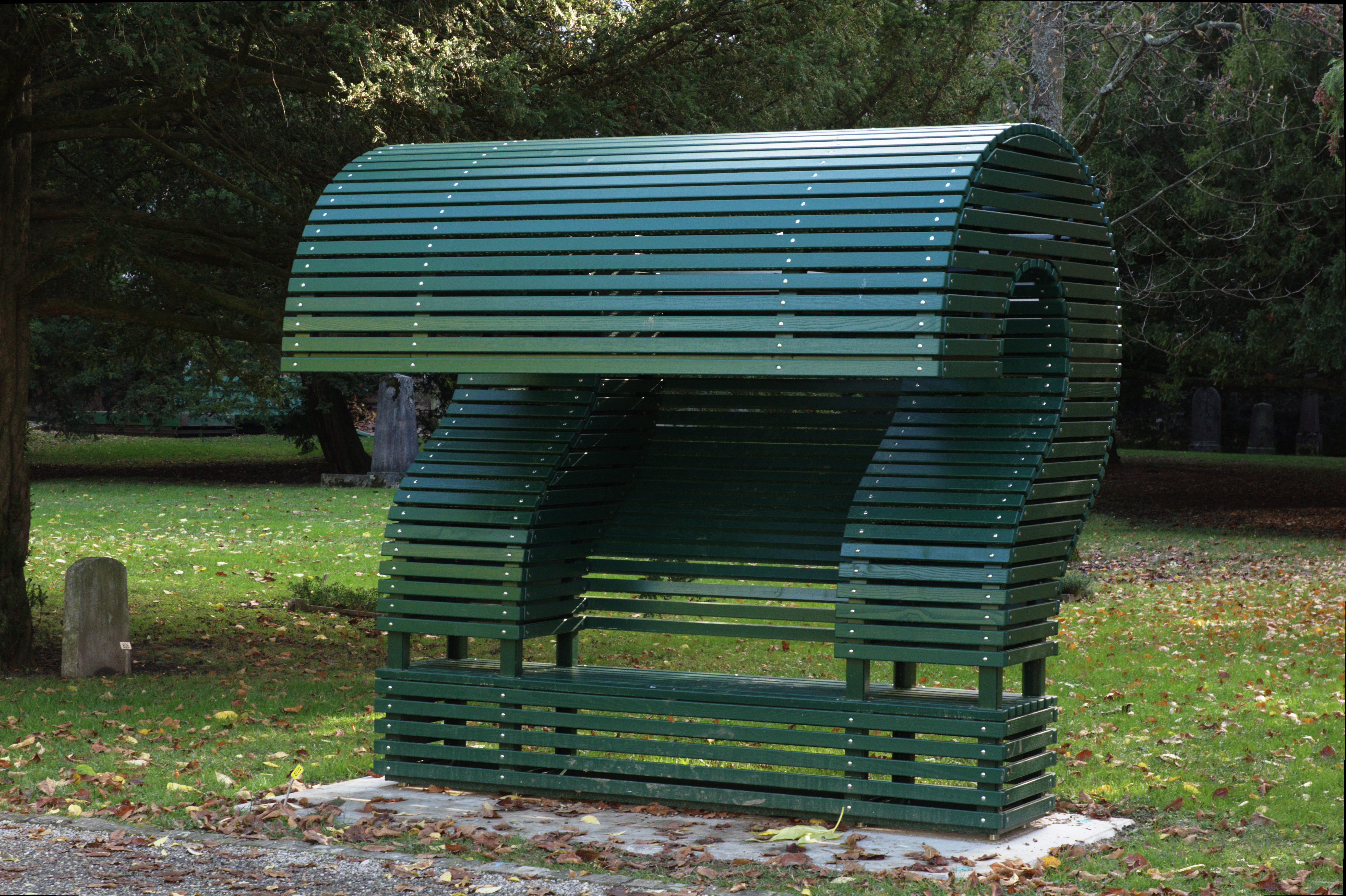
Temps d'interrogations, de Claudio Colucci
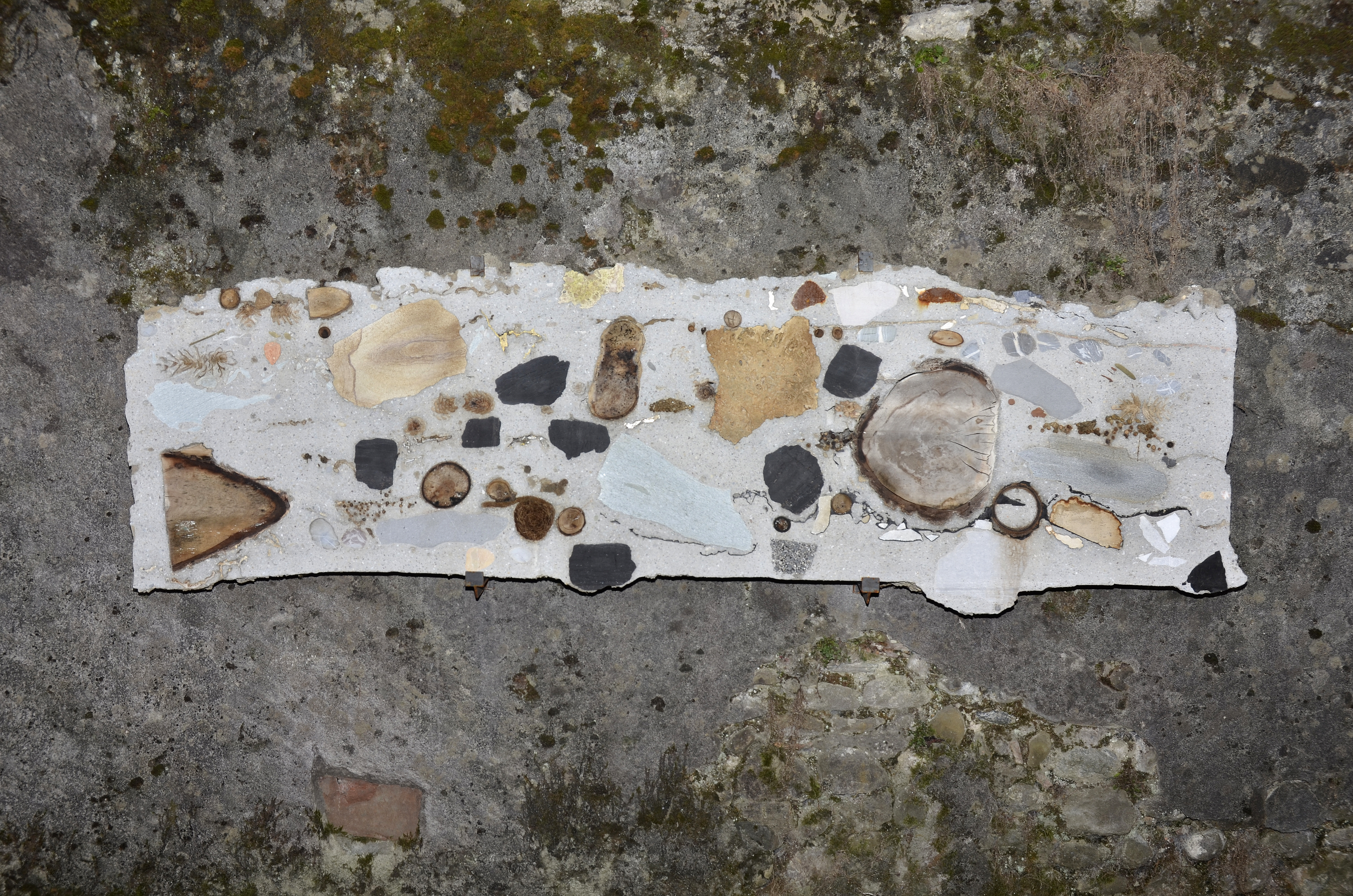
Nougat, œuvre de Katja Schenker
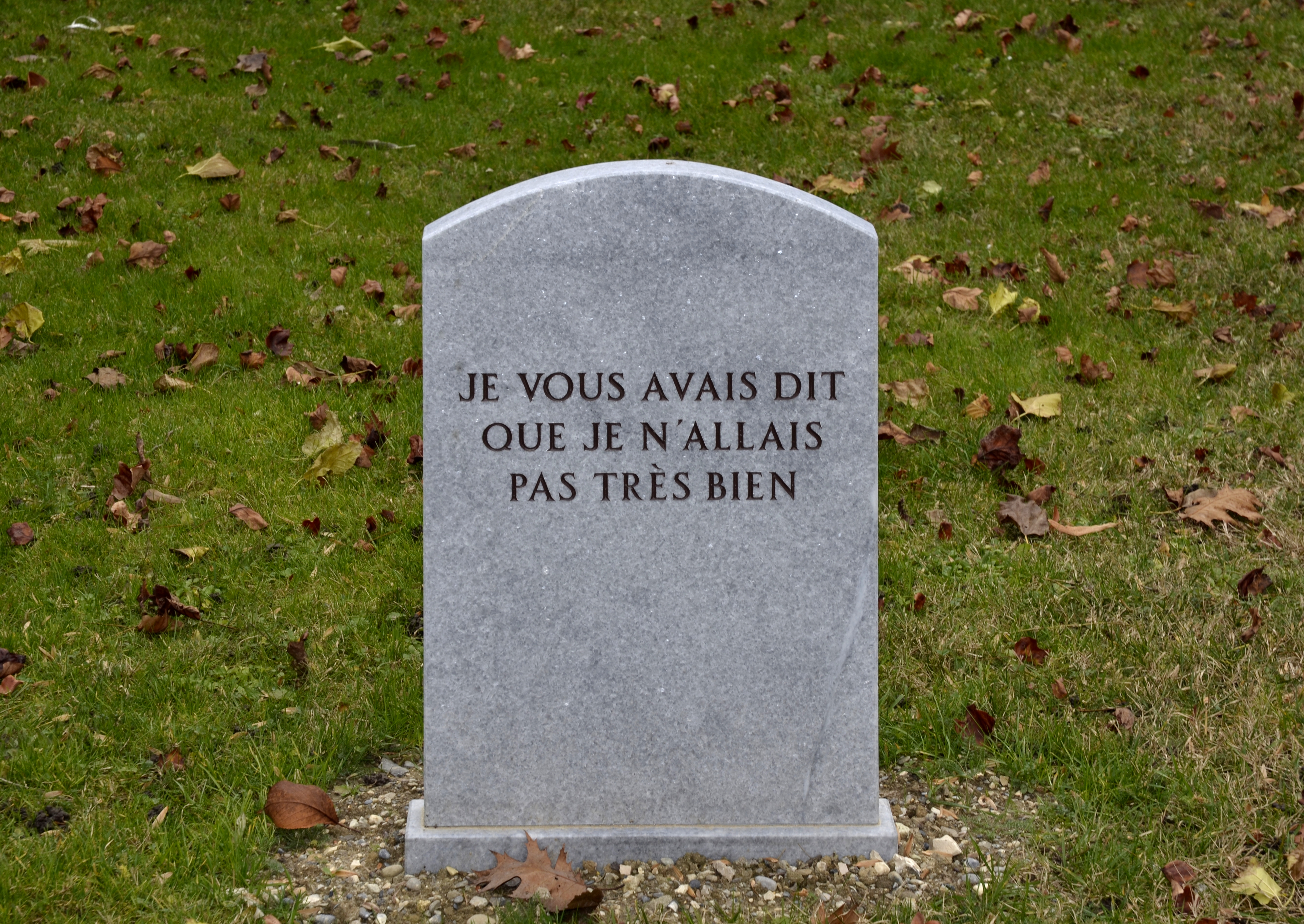
Je vous avais dit que je n'allais pas très bien, œuvre de Gianni Motti
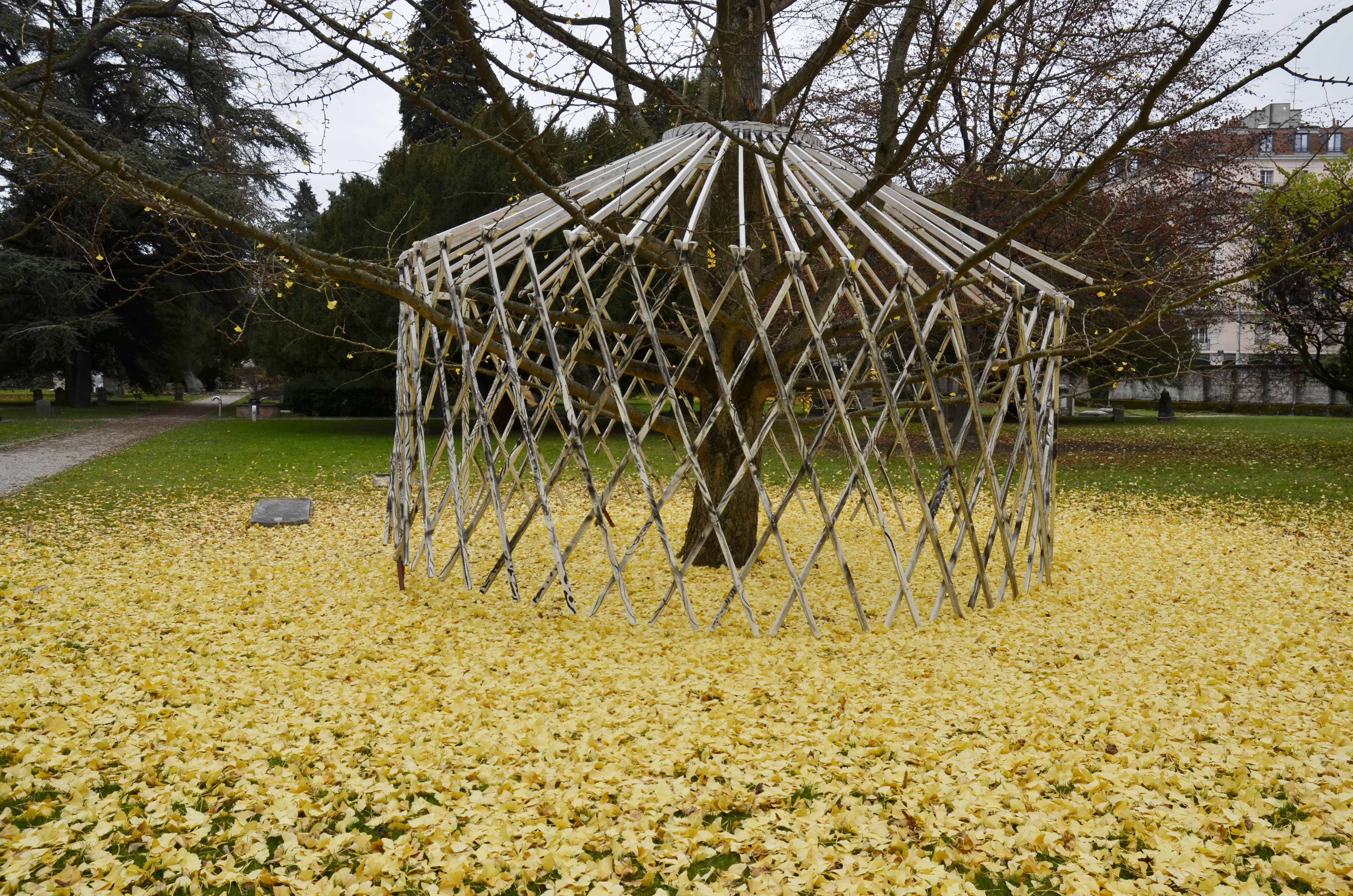
House of Love, œuvre de Robert Nortik
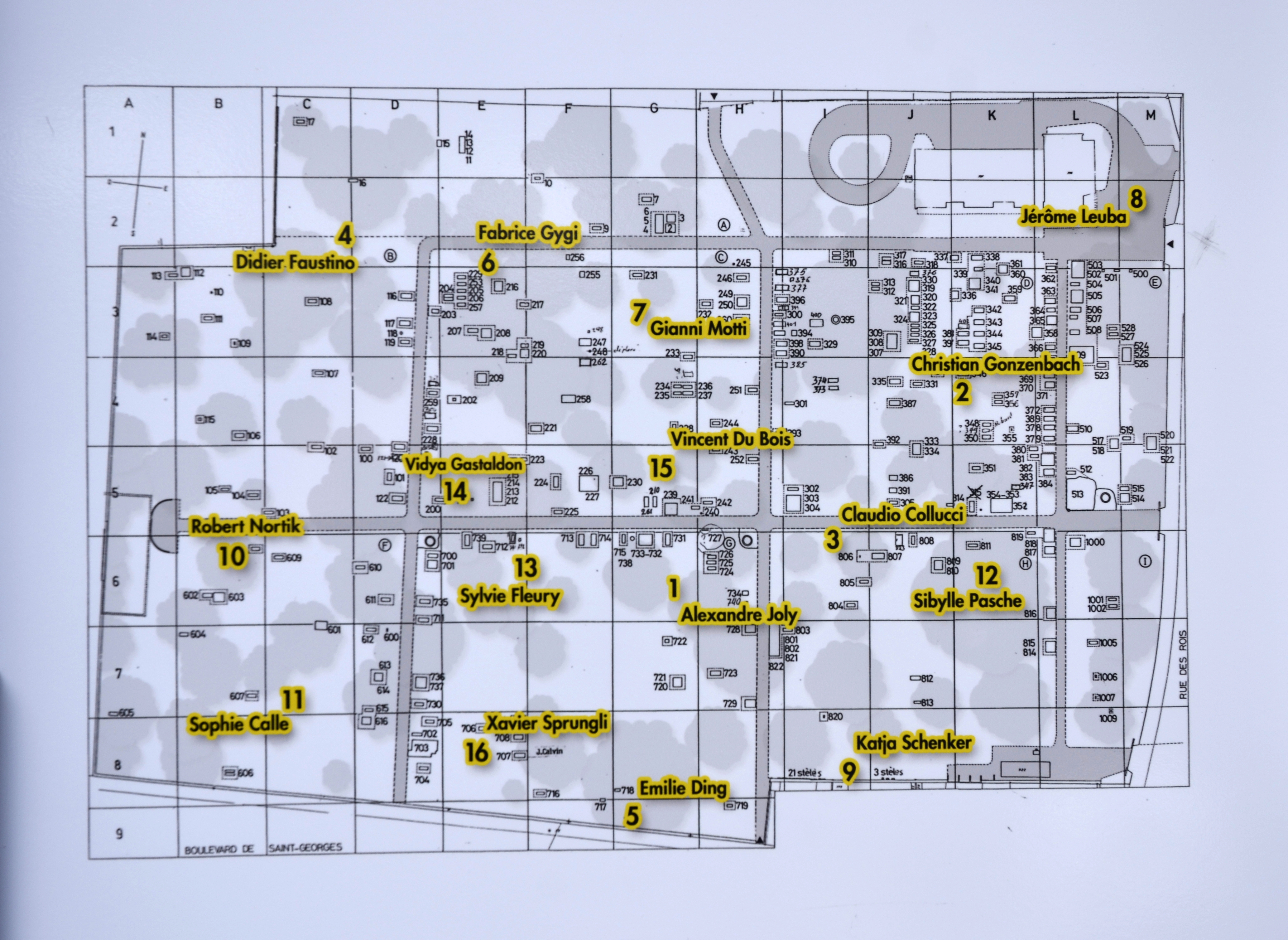
Plan du cimetière avec l'emplacement des œuvres exposées

Une seconde édition nommée Open End 2 « Renégociation » a lieu du 16 septembre 2022 au 31 janvier 2023. Dix-huit artistes internationaux et locaux proposent alors 18 œuvres et installations sur le thème de l’immortalité et les ressources naturelles.

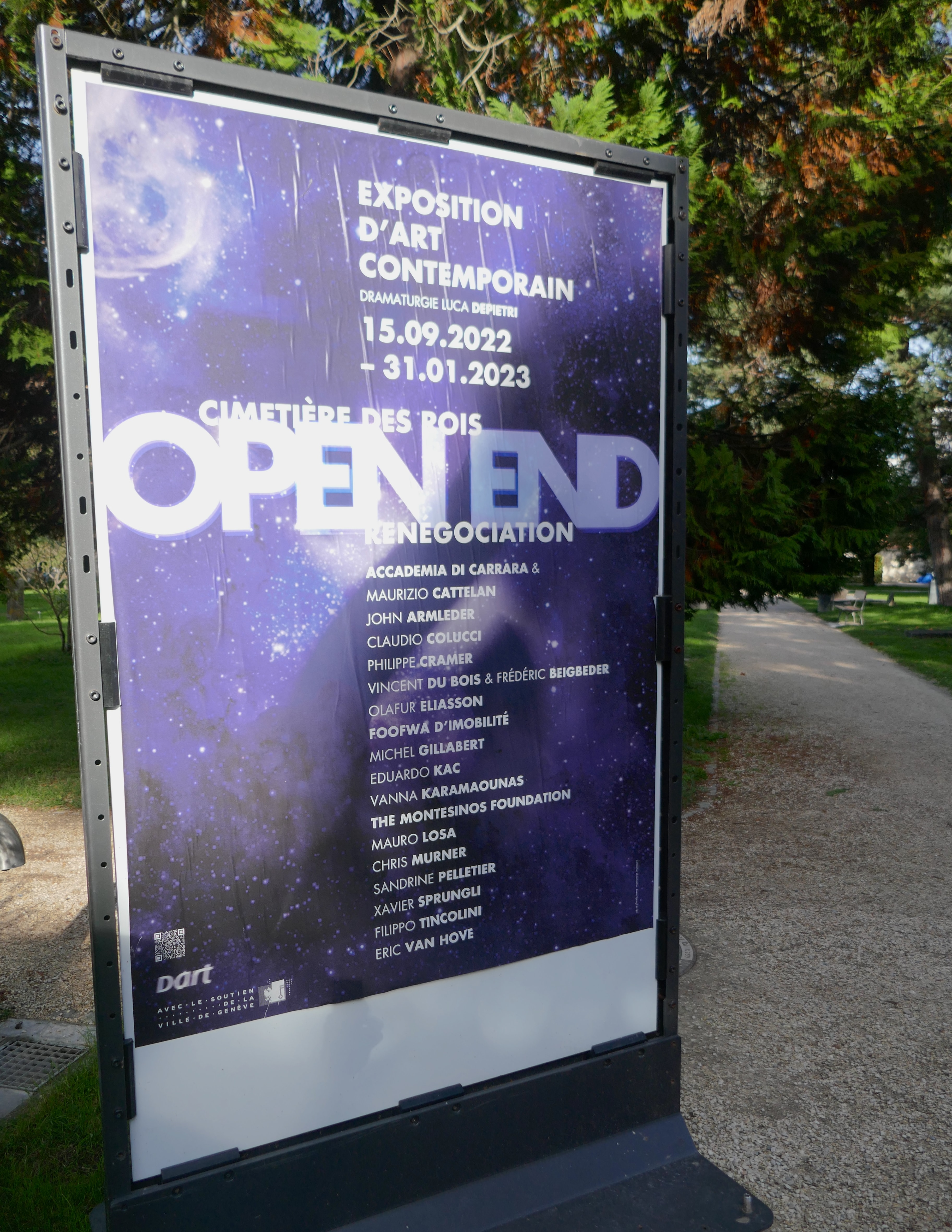
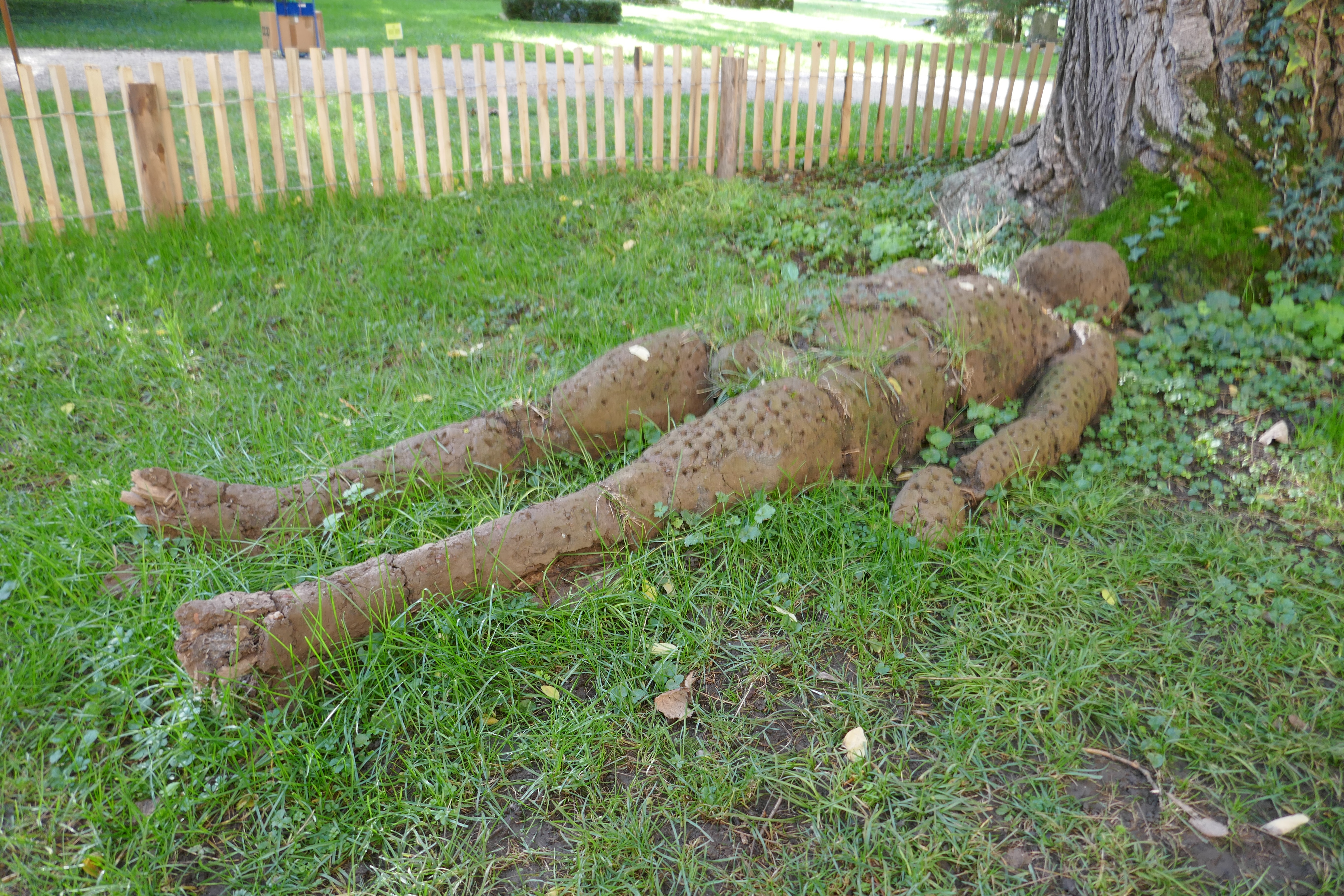
Une des douze tombes dédiées à M. Cattelan
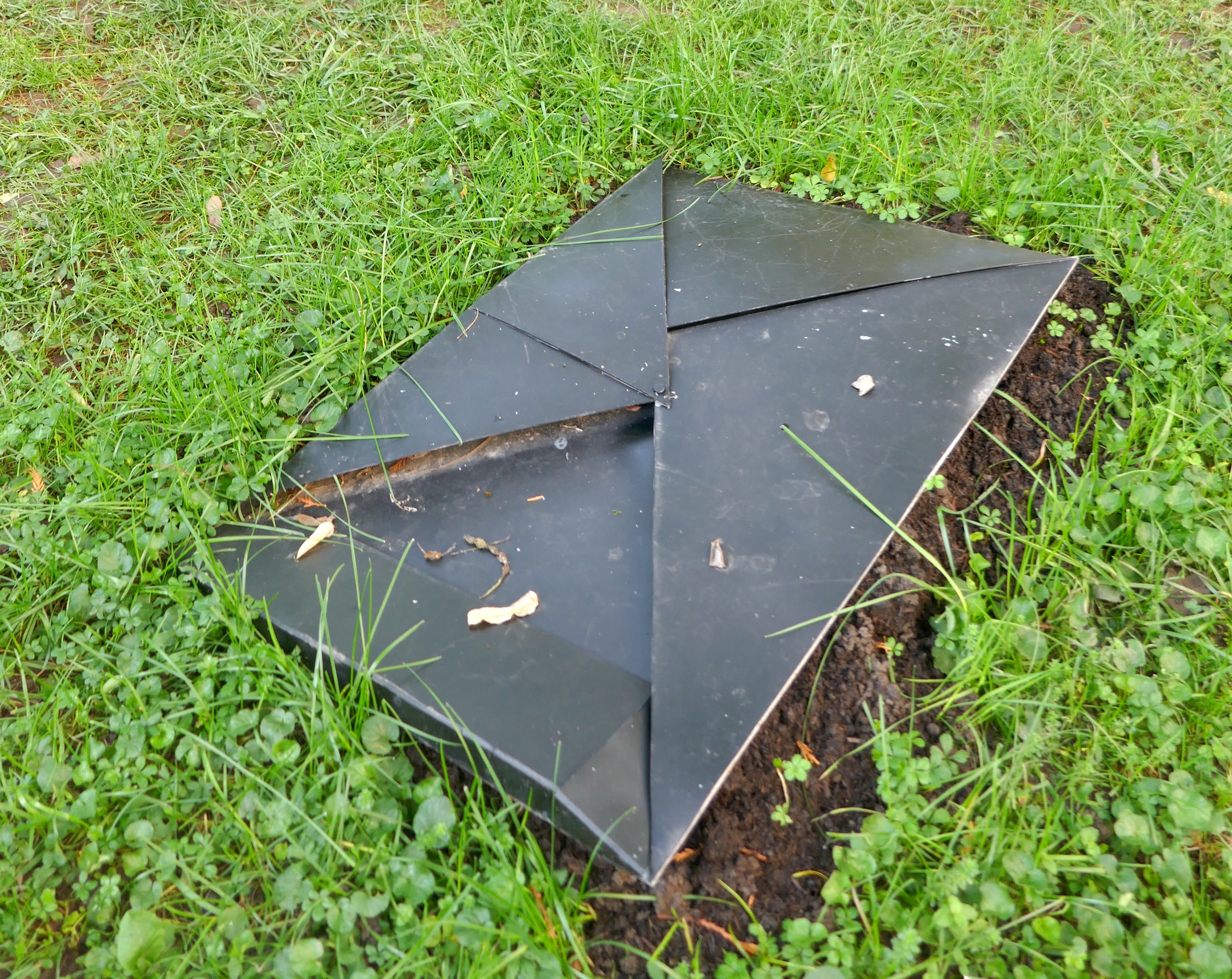
Une des douze tombes dédiées à M. Cattelan
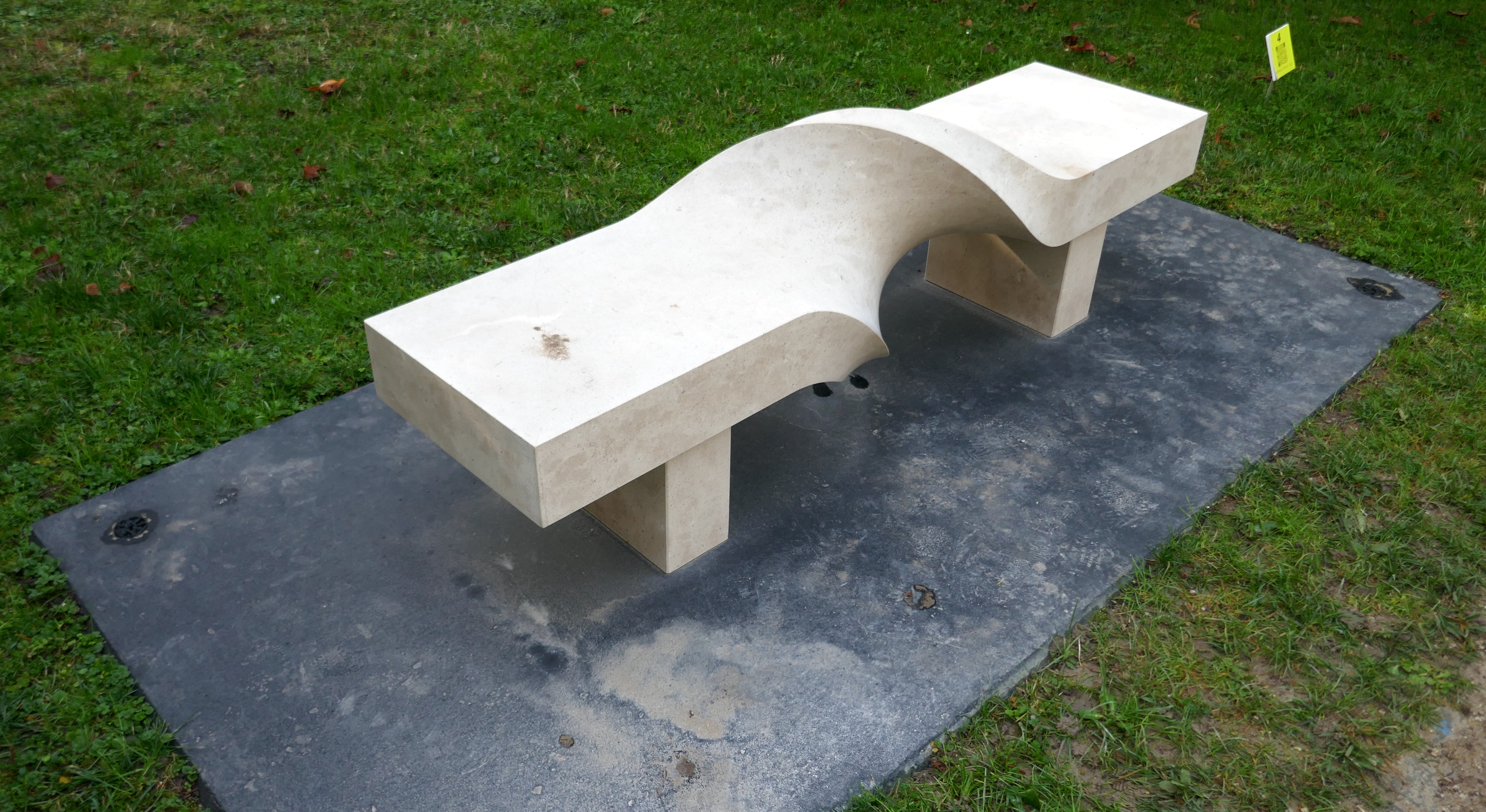
Philippe Cramer Aeternus Eternus
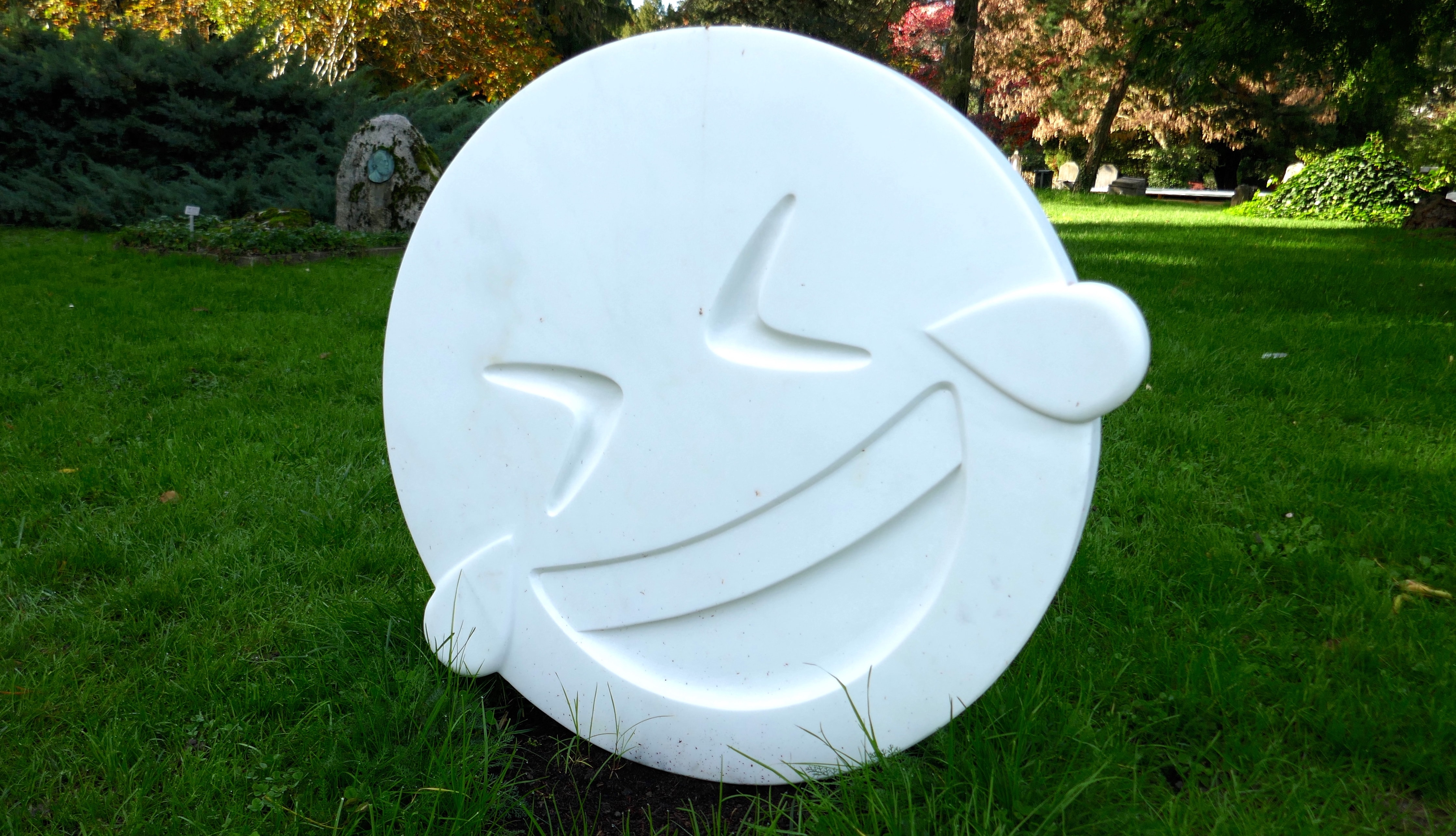
Du Bois et Beigbeder MDR
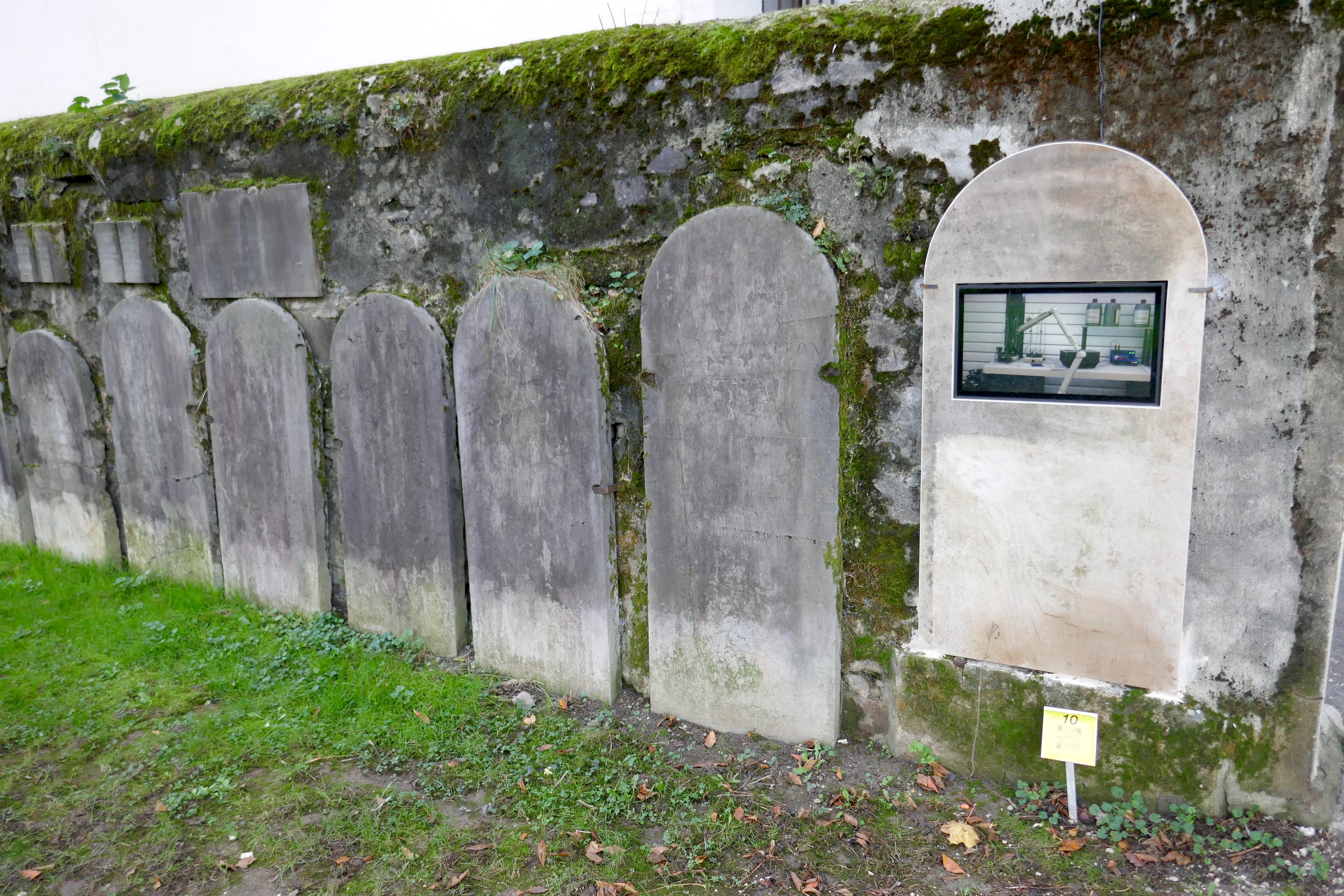
Mauro Losa Ultima necat
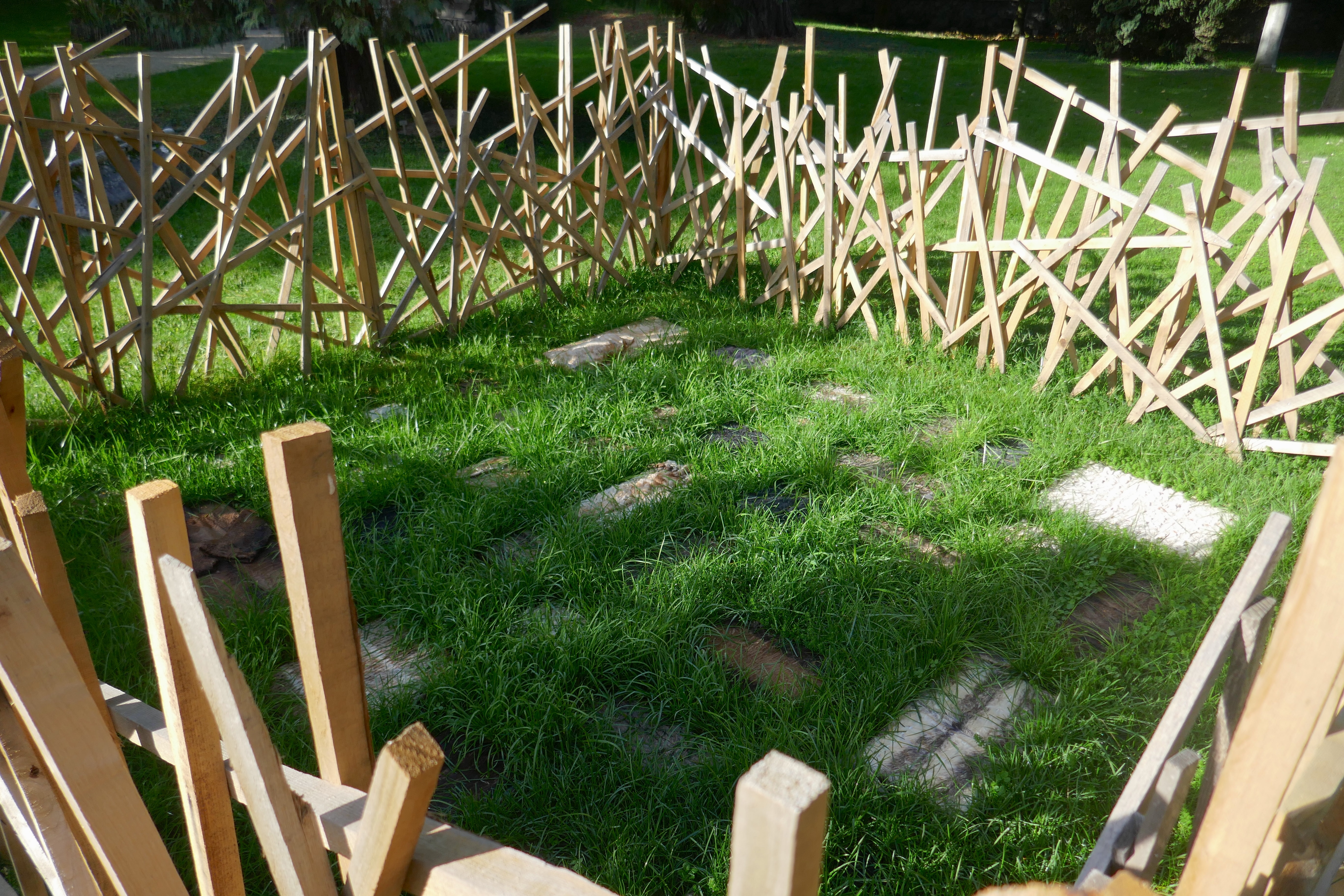
Chris Murner Animal memorial
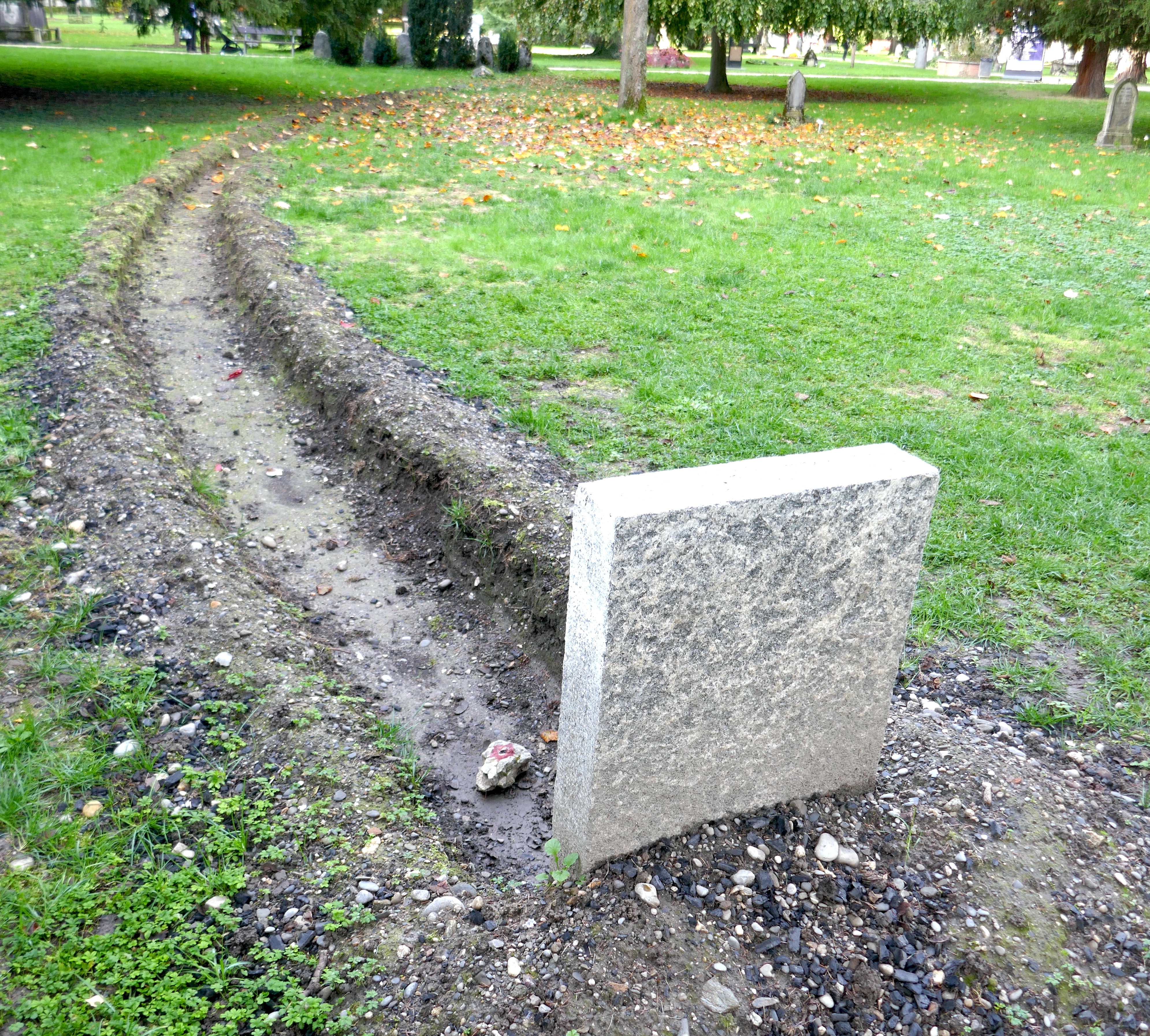
Sandrine Pelletier Burnout
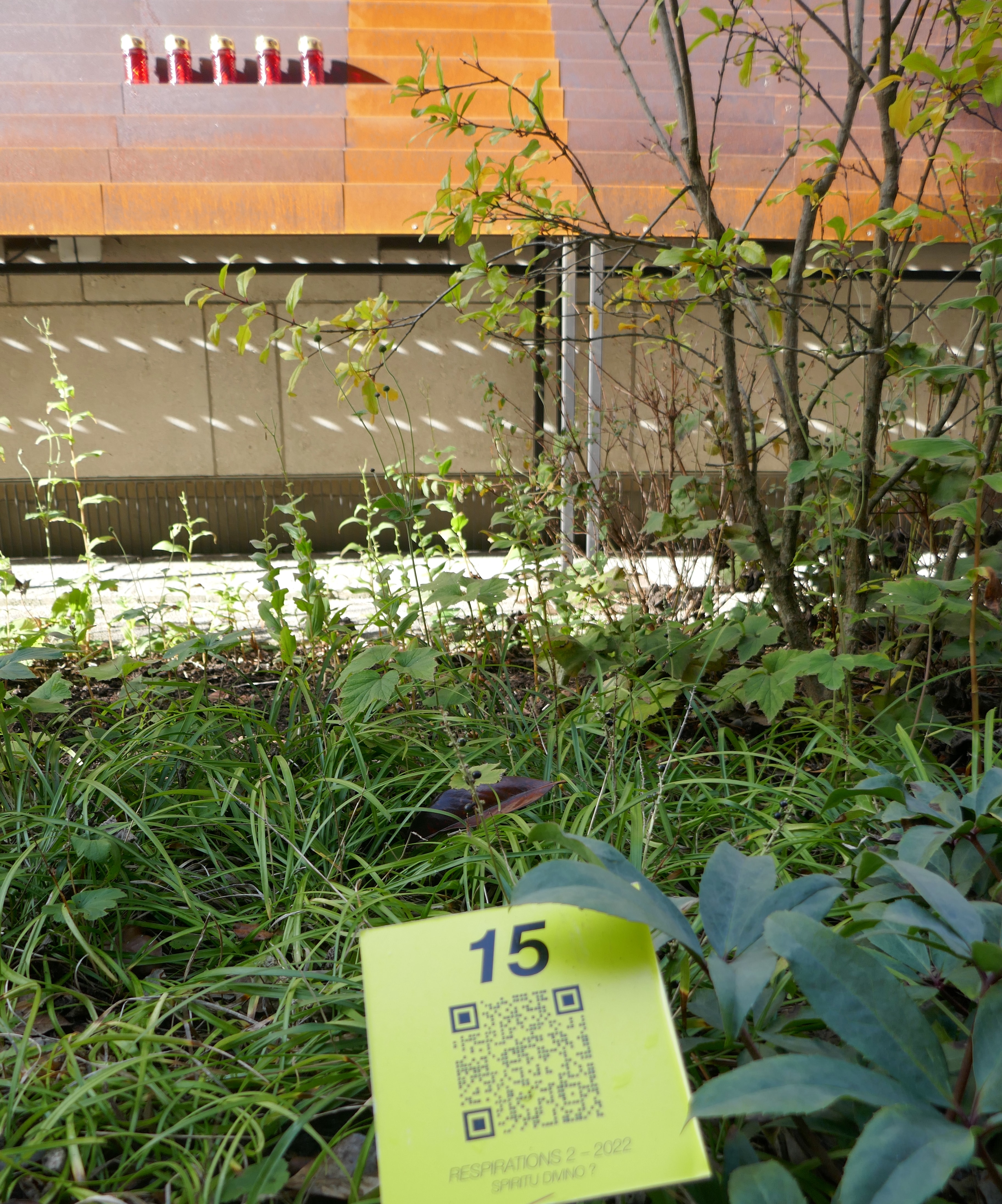
Xavier Sprüngli Respirations
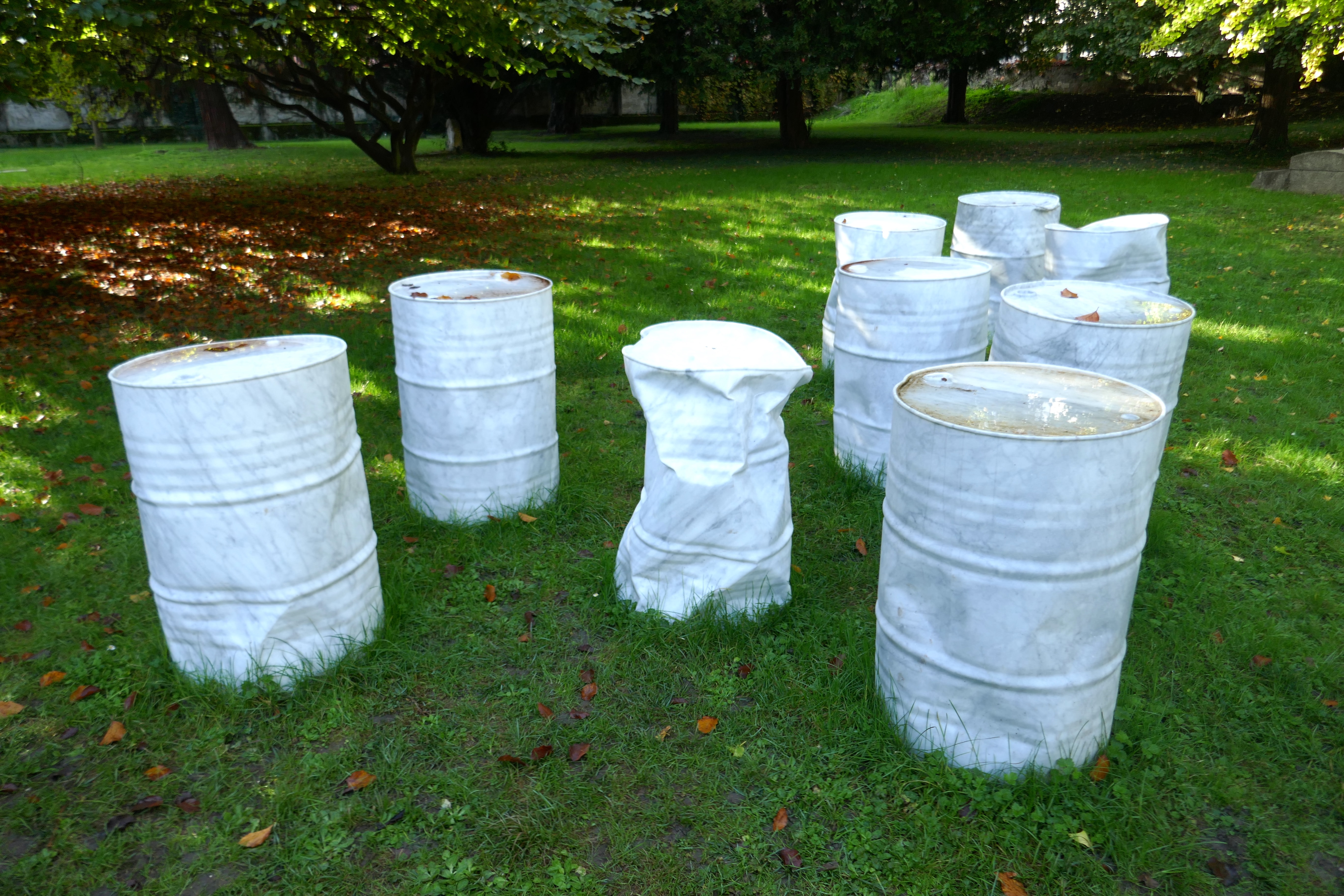
Filippo Tincolini Petrolio